# Adama City F.C.
El Adama City F.C. es un club profesional de balonmano africano etíope, de la ciudad de Adama, en el Estado de Oromía, en el centro del país. Fundado en 1993 participa de la Liga etíope de fútbol. Juega de local en el estadio Abebe Bikila de la ciudad de Adama, bautizado en honor del célebre maratonista etíope ganador de la primera medalla de oro para África en Roma 1960.